# Complexo Poliesportivo Pinheirão
Complexo Poliesportivo Pinheirão (zwany również Pinheirão) – stadion wielofunkcyjny w Curytybie, Parana (stan), Brazylia, na którym swoje mecze rozgrywa klub Paraná Clube.
Nazwę stadion zawdzięcza drzewu Araukarii brazylijskiej, która jest zwana w Brazylii pinheiro-do-paraná.

## Historia
1970 – początek budowy. Według projektu ma on pomieścić 126.000 osób. W międzyczasie z powodu braku środków finansowych budowa staje. Projekt zostaje zmieniony.
1985 – inauguracja. Pierwszym strzelcem zostaje Catatau zawodnik stanu Santa Catarina
2003 – przebudowa stadionu w celu organizacji meczu eliminacji do mistrzostw świata w 2006 roku, pomiędzy Brazylią a Urugwajem